# Ементалски Алпи
Ементалски Алпи (на немски Emmentaler Alpen) се нарича част от Предалпите, разположена между Тунското и Фирвалдщетското езеро (или между градовете Тун и Люцерн) в Швейцария. Това е сравнително ниска и денудинара планинска система, свързана с Урийските Алпи чрез ниския (1007 м) проход Брюниг. Името си носят по долината Ементал, в която тече река Еме. В района минава и друга река със същото име - Малка Еме. Но докато първата се влива в Аар, втората е приток на Ройс.
Ементалските Алпи се състоят от няколко хребета, които се разделят скоро след прохода Брюниг. Северното било завършва с връх Томлисхорн (2129 м), който се издига над Люцерн. Западното било започва с връх Бренцер Ротхорн (2350 м) - първенец на целия дял, след което се разделя. На него се намират и други забележителни върхове като Аугстматхорн (2137 м) и Зигрисвилер Ротхорн (2051 м). На север е изолираният масив Напф, увенчан от едноименен връх (1408 м).
Въпреки че са по-ниски, Ементалските Алпи привличат вниманието за различни видове туризъм. Установени са 32 летни маршрута, предпочитани от начинаещи туристи заради своята техническа и физическа лекота и заради красивите гледки, които се откриват на юг, към вечно заснежените Бернски Алпи. През зимата врати отварят десетина ски курорта, които притежават 165 км ски писти и 60 лифта. Най-големият курорт е Сьоренберг в северното подножие на Бренцер Ротхорн.